# Medaile Za zásluhy (Izrael)
Medaile Za zásluhy (hebrejsky: ‎עיטור המופת, Itur ha-mofet, anglicky: Medal of Distinguished Service), či někdy též medaile za vynikající službu, je třetí nejvyšší izraelské vojenské vyznamenání, které bylo ustaveno v roce 1970 zákonem o vyznamenáních (Law of Decorations), přijatým izraelským parlamentem. Medaile je udílena náčelníkem Generálního štábu Izraelských obranných sil (IOS) za „příkladnou statečnost při plnění povinností.“ Do roku 2007 bylo uděleno celkem 600 medailí, z toho pěti nositelům byly uděleny dvě medaile.

## Vzhled
Medaile byla navržena Danem Reisingerem a má kruhový tvar. Na přední části je vyobrazen meč s olivovou ratolestí, symbolizující řízenou sílu, a na zadní části je vyraženo číslo. Medaile je zavěšena na modré stuze, která je izraelskou národní barvou. Je vyrobená z 25 gramů stříbra (silver/935) a přezku tvoří pochromovaný kov.

## Známí nositelé
- Ester Arditi – jediná ženská nositelka medaile
- Ehud Barak – jeden z nejvíce vyznamenaných vojáků IOS
- Michael Barkaj – obdržel medaili za své činy během jomkipurské válce, kdy velel raketovým člunům
- Michael Burt – obdržel dvě medaile
- Nechemja Kohen – jeden z nejvíce vyznamenaných vojáků IOS
- Efrajim Ejtam – obdržel medaili za své činy během jomkipurské války
- Šlomo Hagani – obdržel dvě medaile
- Amram Micna – obdržel medaili za své činy během šestidenní války
- Jonatan Netanjahu – obdržel medaili za své činy během jomkipurské války
- Zevulun Orlev – obdržel medaili za své činy během jomkipurské války
- Dan Šomron – obdržel medaili za své činy během sinajské války
- Amos Jarkoni – obdržel medaili po svém odchodu do penze za roky odvážné služby při boji s teroristy na izraelských hranicích
- Giora Epstein – obdržel medaili za své činy pilota Izraelského vojenského letectva během šestidenní a jomkipurské války (celkem sedmnáct potvrzených sestřelů)